# 612
612 (DCXII) fue un año bisiesto comenzado en sábado del calendario juliano, en vigor en aquella fecha.

## Acontecimientos

### Europa
- En primavera, en la Hispania visigoda, Sisebuto sucede a Gundemaro como rey visigodo.
- 1 de julio: en Toledo (España) el rey católico Sisebuto decreta una ley contra los judíos.
- 2 de agosto: Eclipse solar completo visible en la península ibérica.
- 22 de octubre:[1] Ascenso al trono de Sak K'uk' en la ciudad maya de Palenque.
- Teoderico II se convierte en rey de Austrasia.

### América
- En la actual Chiapas (México), la lideresa Sac Kuk sucede al gobernador Aj Ne' Ohl Mat como gobernadora de Palenque.

### Asia
- 28 de julio: en la actual Corea, 10 000 soldados del antiguo reino Goguryeo vencen a 305 000 soldados invasores del Imperio chino en la batalla de Salsu. El general coreano Eulji Mundeok hace romper una represa del río Salsu y mata así a 302 700 soldados chinos. Esta batalla es considerada como el más letal de todos los combates clásicos (solo superado por las batallas de la Primera Guerra Mundial (1914-1918).

## Nacimientos
- 3 de mayo: Constantino III Heraclio, hijo mayor de Heraclio, emperador bizantino.

## Fallecimientos
- Aj Ne' Ohl Mat: gobernador de Palenque.
- Gundemaro: rey de los visigodos.
- Janaab' Pakal, noble maya de Palenque.
- Teodeberto II: rey de Austrasia.
- Florentina de Cartagena: una de las Cuatro Santos de Cartagena